# Denis Flageollet
Denis Flageollet (né en 1962) est un horloger français, cofondateur de la manufacture indépendante De Bethune où il exerce les fonctions de directeur technique et artistique. Il est à l'origine de plusieurs dispositifs mécaniques utilisés en horlogerie contemporaine et s'investit dans la préservation et la transmission des savoir-faire liés à l’horlogerie mécanique et à la mécanique d'art.

## Biographie
Denis Flageollet est issu d'une famille d'horlogers originaire de Gérardmer dans le nord-est de la France. Il étudie l’horlogerie et la micromécanique au Technicum du Locle, avant de se préparer à sa carrière professionnelle au Musée d'horlogerie du Locle, où il travaille à la restauration de pièces historiques,,,.

## Parcours professionnel
En 1982, Denis Flageollet rejoint l'atelier de Michel Parmigiani, où il travaille sur des projets de restauration de montres anciennes. Il est également impliqué dans le développement d'un mouvement de calendrier perpétuel extra-plat pour Breguet,,. Il devient horloger indépendant en 1986 et ouvre un atelier dans le hameau de Bourquin près de La Côte-aux-Fées. Il réalise des restaurations et des pièces uniques à grandes complications pour des clients privés, tout en répondant à des commandes de la maison Breguet. En 1989, il cofonde, aux côtés de François-Paul Journe, la société Techniques Horlogères Appliquées (THA) à Sainte-Croix,. L'entreprise se spécialise dans la conception et la réalisation de composants d’habillage, de joaillerie et de mécanique horlogère, développant  des montres, horloges, pendules et calibres pour plusieurs maisons, dont Cartier et Breguet,.
En 2002, il cofonde la manufacture indépendante De Béthune avec le collectionneur David Zanetta. Il en assure jusqu'à ce jour seul la direction artistique et technique.

## Travaux techniques et projets de recherche
Denis Flageollet est à l’origine de plusieurs dispositifs techniques appliqués à l’horlogerie contemporaine, notamment un balancier en titane associé à un spiral optimisé pour améliorer la stabilité chronométrique (breveté en 2004), un affichage sphérique des phases de lune pour montre-bracelet (2004), ainsi qu’un dispositif d’embrayage pour chronographe (2014),,.
En 2011, Denis Flageollet présente le projet Résonique (contraction de « résonance » et « sonique »), un principe de régulation fondé sur la résonance vibratoire à très haute fréquence (jusqu’à 10 kHz selon les prototypes, voire 20 kHz en théorie), sans recours à un échappement traditionnel, dans le but de réduire la friction et l’usure,. Le système repose sur un rotor magnétique et un oscillateur en silicium, visant une précision comparable à celle des montres à quartz (jusqu’à 72 millions d’alternances par heure). Les recherches ont été publiées en open source, sans dépôt de brevet, afin d’encourager la collaboration dans l’industrie horlogère.
En 2022, Denis Flageollet initie le projet Mecavers, une structure mécanique de grande dimension intégrant des références horlogères, astronomiques et artistiques,. Conçu comme une œuvre évolutive, le Mecavers représente un système solaire en mouvement, animé par des mécanismes reproduisant notamment les mouvements de 71 corps célestes. Il intègre diverses complications astronomiques, telles que les solstices, les équinoxes ou l’équation du temps. Le projet vise à combiner techniques traditionnelles et procédés contemporains, tout en s’inscrivant dans une démarche de transmission du savoir-faire horloger. Le développement du Mecavers fait également l’objet d’une série documentaire, réalisée par Olivier Ronot, qui suit l’évolution du projet et la vie de l’atelier au fil des saisons.

## Engagement pour la transmission et la préservation des savoir-faire
À partir de 2018, Denis Flageollet s’implique dans la transmission des savoir-faire horlogers et de la mécanique d’art. Il cofonde cette année-là, avec les artisans François Junod et Nicolas Court, un programme d’initiation intitulé Secrets des Maîtres, organisé à Sainte-Croix,. Ce cycle est ensuite repris par l’association Mec-Art, fondée en 2021, dont il est l’un des membres fondateurs,.
En 2019, Denis Flageollet initie une collaboration avec l’École cantonale d’art de Lausanne (ECAL), dans le cadre de laquelle est créé un prix annuel destiné à encourager les jeunes diplômés du Master of Advanced Studies in Design for Luxury & Craftsmanship à poursuivre leurs recherches dans les métiers d’art.
En 2020, Denis Flageollet participe aux démarches collectives ayant conduit à l’inscription des savoir-faire en mécanique horlogère et mécanique d’art sur la Liste représentative du patrimoine culturel immatériel de l’humanité de l’UNESCO, un projet auquel il s’était associé dès la proposition de candidature en 2014 ,,,,.
En 2023, Denis Flageollet contribue à la création de l’Institut de la Mécanique d’Art (IM’A) à Sainte‑Croix, une structure indépendante dédiée aux métiers de la mécanique horlogère et de la mécanique d’art. L’institut regroupe des activités artisanales, des formations, des expositions et des programmes de recherche.
Il est également associé à la création de la Maison de la Mécanique d’Art à Genève, un espace initié par l’association Mec‑Art dédié à la transmission des savoir-faire mécaniques. Ce lieu accueille des expositions, conférences et événements valorisant les métiers de la mécanique horlogère et d’art. Denis Flageollet y prend part notamment lors de l’exposition inaugurale Mechanical Marvels, organisée en 2024,,.
Dans une logique de préservation des savoir-faire liés à la musique mécanique, Denis Flageollet s’engage en 2023 en faveur de la continuité des activités de la maison Reuge, fondée à Sainte‑Croix en 1865 et spécialisée dans les boîtes à musique et automates.

## Publications
Denis Flageollet est l’auteur d’un ouvrage consacré à sa vision de l’horlogerie contemporaine, ainsi que de plusieurs articles techniques publiés dans des revues spécialisées.

### Ouvrage
- Denis Flageollet, Alchimie horlogère, Lausanne, Éditions Favre, 2022, 192 p. (ISBN 978-2-8289-2064-7)

### Articles
- Denis Flageollet, « Un chronomètre à force constante (remontoir d’égalité) avec seconde morte et rattrapante », Horlogerie Ancienne, no 13, janvier 1983, Association française des amateurs d’horlogerie ancienne (AFAHA). Lire en ligne
- Denis Flageollet et Charles Meylan, « Transformation du calibre 13’’ Valjoux VZHCL no. 88 en quantième perpétuel », Chronométrophilia, hiver 1988. Lire en ligne